# جوناس غونسالفيس أوليفيرا
جوناس غونسالفيس أوليفيرا (بالبرتغالية: Jonas Gonçalves Oliveira‏) المعروف بجوناس (موالدي 1 أبريل 1984 في بيبيدورو) هو لاعب كرة قدم برازيلي. يجيد اللعب في خط الهجوم.

## مسيرته الدولية
بدأ مسيرته الكروية مع نادي غريميو في عام 2004، ولعب معهم حتى عام 2011، وشارك معهم في 104 مباراة وسجل 50 هدف وصنع 22 هدف، ثم انتقل إلى نادي فالنسيا الإسباني وشارك معهم في 134 مباراة وسجل 49هدف وصنع 23 هدف. و قد بدأ باللعب مع منتخب البرازيل لكرة القدم في عام 2011.